# Norvégia az 1996. évi nyári olimpiai játékokon
Norvégia az egyesült államokbeli Atlantában megrendezett 1996. évi nyári olimpiai játékok egyik részt vevő nemzete volt. Az országot az olimpián 16 sportágban 97 sportoló képviselte, akik összesen 7 érmet szereztek.

## Érmesek
| Érem  | Versenyző | Sportág    | Versenyszám              |
| ----- | --- | ---------- | ------------------------ |
| Arany | Vebjørn Rodal | Atlétika   | Férfi 800 m              |
| Arany | Knut Holmann | Kajak-kenu | Férfi kajak egyes 1000 m |
| Ezüst | Kjetil Undset Steffen Størseth | Evezés     | Férfi kétpárevezős       |
| Ezüst | Knut Holmann | Kajak-kenu | Férfi kajak egyes 500 m  |
| Bronz | Trine Hattestad | Atlétika   | Női gerelyhajítás        |
| Bronz | Nemzeti válogatott Bente Nordby Agnete Carlsen Gro Espeseth Nina Nymark Andersen Merete Myklebust Hege Riise Anne Nymark Andersen Marianne Pettersen Linda Medalen Brit Sandaune Tina Svensson Tone Haugen Heidi Støre Trine Tangeraas Ann Kristin Aarønes Tone Gunn Frustøl | Labdarúgás | Női                      |
| Bronz | Peer Moberg | Vitorlázás | Laser                    |

## Atlétika
Férfi
| Versenyző     | Versenyszám    | Előfutam | Előfutam | Előfutam | Negyeddöntő | Negyeddöntő | Negyeddöntő | Elődöntő | Elődöntő | Elődöntő | Döntő   | Döntő    |
| Versenyző     | Versenyszám    | Idő      | Hely.    | Össz.    | Idő         | Hely.       | Össz.       | Idő      | Hely.    | Össz.    | Idő     | Helyezés |
| ------------- | -------------- | -------- | -------- | -------- | ----------- | ----------- | ----------- | -------- | -------- | -------- | ------- | -------- |
| Geir Moen     | 200 m          | 20,78    | 4.       | 29.*     | 20,48       | 2.          | 9.          | 20,96    | 8.       | 15.      | kiesett | kiesett  |
| Vebjørn Rodal | 800 m          | 1:45,30  | 1.       | 3.       |             |             |             | 1:43,96  | 3.       | 3.       | 1:42,58 |          |
| Atle Douglas  | 800 m          | 1:48,60  | 5.       | 42.      |             |             |             | kiesett  | kiesett  | kiesett  | kiesett | kiesett  |
| Jim Svenøy    | 3000 m akadály | 8:31,30  | 7.       | 15.      |             |             |             | 8:19,79  | 4.       | 4.       | 8:23,39 | 8.       |

| Versenyző         | Versenyszám   | Selejtező | Selejtező | Döntő    | Döntő    |
| Versenyző         | Versenyszám   | Eredmény  | Helyezés  | Eredmény | Helyezés |
| ----------------- | ------------- | --------- | --------- | -------- | -------- |
| Steinar Hoen      | Magasugrás    | 228 cm    | 5.        | 232 cm   | 5.       |
| Sigurd Njerve     | Hármasugrás   | 16,15 m   | 30.       | kiesett  | kiesett  |
| Svein-Inge Valvik | Diszkoszvetés | 59,60 m   | 21.       | kiesett  | kiesett  |
| Pål Arne Fagernes | Gerelyhajítás | 79,78 m   | 13.       | kiesett  | kiesett  |

Női
| Versenyző          | Versenyszám | Előfutam | Előfutam | Előfutam | Negyeddöntő | Negyeddöntő | Negyeddöntő | Elődöntő | Elődöntő | Elődöntő | Döntő   | Döntő    |
| Versenyző          | Versenyszám | Idő      | Hely.    | Össz.    | Idő         | Hely.       | Össz.       | Idő      | Hely.    | Össz.    | Idő     | Helyezés |
| ------------------ | ----------- | -------- | -------- | -------- | ----------- | ----------- | ----------- | -------- | -------- | -------- | ------- | -------- |
| Anita Håkenstad    | Maraton     |          |          |          |             |             |             |          |          |          | 2:43:58 | 48.      |
| Lena Solli-Reimann | 100 m gát   | 13,13    | 5.       | 26.      | 13,30       | 8.          | 30.         | kiesett  | kiesett  | kiesett  | kiesett | kiesett  |

| Versenyző       | Versenyszám   | Selejtező | Selejtező | Döntő    | Döntő    |
| Versenyző       | Versenyszám   | Eredmény  | Helyezés  | Eredmény | Helyezés |
| --------------- | ------------- | --------- | --------- | -------- | -------- |
| Hanne Haugland  | Magasugrás    | 193 cm    | 1.        | 196 cm   | 8.       |
| Mette Bergmann  | Diszkoszvetés | 62,24 m   | 10.       | 62,28 m  | 9.       |
| Trine Hattestad | Gerelyhajítás | 64,52 m   | 3.        | 64,98 m  |          |

* - négy másik versenyzővel azonos eredményt ért el

## Birkózás
Kötöttfogású
| Versenyző     | Versenyszám | 32-es főtábla            | Nyolcaddöntő      | Negyeddöntő       | Elődöntő          | Vigaszág 2. kör                  | Vigaszág 3. kör   | Vigaszág 4. kör   | Vigaszág 5. kör   | Vigaszág 6. kör   | Bronz- mérkőzés   | Döntő             | Helyezés |
| Versenyző     | Versenyszám | Ellenfél Eredmény        | Ellenfél Eredmény | Ellenfél Eredmény | Ellenfél Eredmény | Ellenfél Eredmény                | Ellenfél Eredmény | Ellenfél Eredmény | Ellenfél Eredmény | Ellenfél Eredmény | Ellenfél Eredmény | Ellenfél Eredmény | Helyezés |
| ------------- | ----------- | ------------------------ | ----------------- | ----------------- | ----------------- | -------------------------------- | ----------------- | ----------------- | ----------------- | ----------------- | ----------------- | ----------------- | -------- |
| Jon Rønningen | 52 kg       | Lázaro Rivas (CUB) · 0–5 |                   |                   |                   | Alfred Ter-Mkrtchyan (GER) · 0–9 | kiesett           | kiesett           | kiesett           | kiesett           | kiesett           |                   | 17.      |

## Evezés
Férfi
| Versenyző                                                       | Versenyszám              | Előfutam | Előfutam | 1. vigaszág | 1. vigaszág | 2. vigaszág | 2. vigaszág | Elődöntő | Elődöntő | Elődöntő | Döntő | Döntő   | Döntő | Helyezés |
| Versenyző                                                       | Versenyszám              | Idő      | Hely.    | Idő         | Hely.       | Idő         | Hely.       | Típus    | Idő      | Hely.    | Típus | Idő     | Hely. | Helyezés |
| --------------------------------------------------------------- | ------------------------ | -------- | -------- | ----------- | ----------- | ----------- | ----------- | -------- | -------- | -------- | ----- | ------- | ----- | -------- |
| Fredrik Bekken                                                  | Egypárevezős             | 7:39,36  | 2.       | 7:47,31     | 1.          |             |             | A/B      | 7:19,82  | 3.       | A     | 6:59,51 | 6.    | 6.       |
| Kjetil Undset Steffen Størseth                                  | Kétpárevezős             | 6:43,35  | 1.       | erőnyerő    | erőnyerő    | erőnyerő    | erőnyerő    | A/B      | 6:40,15  | 2.       | A     | 6:18,42 | 2.    |          |
| Halvor Sannes Lande Odd-Even Bustnes Olaf Tufte Morten Bergesen | Kormányos nélküli négyes | 6:19,79  | 3.       | erőnyerő    | erőnyerő    |             |             | A/B      | 6:15,17  | 5.       | B     | 5:55,19 | 2.    | 8.       |
| Magne Kvalvik Tor Albert Ersdal                                 | Könnyűsúlyú kétpárevezős | 6:57,37  | 3.       | 6:25,68     | 4.          |             |             | C/D      | 6:36,30  | 1.       | C     | 6:55,35 | 2.    | 14.      |

Női
| Versenyző                            | Versenyszám  | Előfutam | Előfutam | Vigaszág | Vigaszág | Elődöntő | Elődöntő | Elődöntő | Döntő | Döntő   | Döntő | Helyezés |
| Versenyző                            | Versenyszám  | Idő      | Hely.    | Idő      | Hely.    | Típus    | Idő      | Hely.    | Típus | Idő     | Hely. | Helyezés |
| ------------------------------------ | ------------ | -------- | -------- | -------- | -------- | -------- | -------- | -------- | ----- | ------- | ----- | -------- |
| Kristine Bjerknes Kristine Klaveness | Kétpárevezős | 7:30,32  | 4.       | 7:43,75  | 1.       | A/B      | 7:26,24  | 4.       | B     | 6:53,31 | 1.    | 7.       |

## Íjászat
Férfi
| Versenyző      | Versenyszám | Selejtező | Selejtező | 64-es főtábla                         | 32-es főtábla                  | Nyolcaddöntő                              | Negyeddöntő       | Elődöntő          | Döntő             | Helyezés |
| Versenyző      | Versenyszám | Pont      | Kiemelt   | Ellenfél Eredmény                     | Ellenfél Eredmény              | Ellenfél Eredmény                         | Ellenfél Eredmény | Ellenfél Eredmény | Ellenfél Eredmény | Helyezés |
| -------------- | ----------- | --------- | --------- | ------------------------------------- | ------------------------------ | ----------------------------------------- | ----------------- | ----------------- | ----------------- | -------- |
| Martinius Grov | Egyéni      | 663       | 19.       | Sébastien Flûte (FRA) (46.) · 161–158 | Tang Hua (CHN) (14.) · 161–159 | O Gjomun (O Gyo-Mun) (KOR) (3.) · 159–167 | kiesett           | kiesett           | kiesett           | 15.      |

Női
| Versenyző       | Versenyszám | Selejtező | Selejtező | 64-es főtábla                       | 32-es főtábla                | Nyolcaddöntő      | Negyeddöntő       | Elődöntő          | Döntő             | Helyezés |
| Versenyző       | Versenyszám | Pont      | Kiemelt   | Ellenfél Eredmény                   | Ellenfél Eredmény            | Ellenfél Eredmény | Ellenfél Eredmény | Ellenfél Eredmény | Ellenfél Eredmény | Helyezés |
| --------------- | ----------- | --------- | --------- | ----------------------------------- | ---------------------------- | ----------------- | ----------------- | ----------------- | ----------------- | -------- |
| Wenche-Lin Hess | Egyéni      | 636       | 31.       | Irina Leonova (KAZ) (34.) · 154–148 | He Ying (CHN) (2.) · 163–163 | kiesett           | kiesett           | kiesett           | kiesett           | 17.      |

## Kajak-kenu

### Síkvízi
Férfi
| Versenyző                                            | Versenyszám         | Előfutam | Előfutam | Előfutam | Vigaszág | Vigaszág | Vigaszág | Elődöntő | Elődöntő | Elődöntő | Döntő    | Döntő    |
| Versenyző                                            | Versenyszám         | Idő      | Hely.    | Össz.    | Idő      | Hely.    | Össz.    | Idő      | Hely.    | Össz.    | Idő      | Helyezés |
| ---------------------------------------------------- | ------------------- | -------- | -------- | -------- | -------- | -------- | -------- | -------- | -------- | -------- | -------- | -------- |
| Knut Holmann                                         | Kajak egyes 500 m   | 1:41,524 | 1.       | 4.       | erőnyerő | erőnyerő | erőnyerő | 1:39,929 | 2.       | 2.       | 1:38,339 |          |
| Knut Holmann                                         | Kajak egyes 1000 m  | 3:45,192 | 1.       | 4.       | erőnyerő | erőnyerő | erőnyerő | 3:41,635 | 2.       | 2.       | 3:25,785 |          |
| Morten Ivarsen Mattis Næss Tom Selvik Thomas Roander | Kajak négyes 1000 m | 3:17,021 | 7.       | 12.      |          |          |          | 3:03,870 | 4.       | 7.       | kiesett  | kiesett  |

## Kerékpározás

### Hegyi-kerékpározás
| Versenyző              | Versenyszám        | Idő                | Helyezés |
| ---------------------- | ------------------ | ------------------ | -------- |
| Rune Høydahl           | Férfi terepverseny | 2:28:16 (+0:10:38) | 11.      |
| Gunn Rita Dahle-Flesjå | Női terepverseny   | 1:53:50 (+0:02:59) | 4.       |

### Országúti kerékpározás
Férfi
| Versenyző            | Versenyszám   | Idő           | Helyezés      |
| -------------------- | ------------- | ------------- | ------------- |
| Svein Gaute Hølestøl | Mezőnyverseny | nem ért célba | nem ért célba |

Női
| Versenyző       | Versenyszám   | Idő             | Helyezés      |
| --------------- | ------------- | --------------- | ------------- |
| Ragnhild Kostøl | Mezőnyverseny | 2:37:06 (+0:53) | 18.           |
| Ingunn Bollerud | Mezőnyverseny | nem ért célba   | nem ért célba |

### Pálya-kerékpározás
Üldözőversenyek
| Versenyző          | Versenyszám | Selejtező | Selejtező | Negyeddöntő  | Negyeddöntő | Elődöntő     | Elődöntő  | Döntő        | Döntő     | Helyezés |
| Versenyző          | Versenyszám | Idő       | Hely.     | Ellenfél Idő | Saját idő   | Ellenfél Idő | Saját idő | Ellenfél Idő | Saját idő | Helyezés |
| ------------------ | ----------- | --------- | --------- | ------------ | ----------- | ------------ | --------- | ------------ | --------- | -------- |
| May Britt Hartwell | Női egyéni  | 3:43,824  | 9.        | kiesett      | kiesett     | kiesett      | kiesett   | kiesett      | kiesett   | 9.       |

Pontversenyek
| Név                | Versenyszám     | Pont          | Körhátrány    | Helyezés      |
| ------------------ | --------------- | ------------- | ------------- | ------------- |
| May Britt Hartwell | Női pontverseny | nem ért célba | nem ért célba | nem ért célba |

## Kézilabda

### Női
| Norvég női kézilabdacsapat-játékoskeret | Norvég női kézilabdacsapat-játékoskeret                                                                                 |
| --- | --- |
| - Heidi Tjugum - Tonje Larsen - Kjersti Grini - Kristine Duvholt - Susann Goksør-Bjerkrheim - Kari Solem - Mona Dahle - Ann-Cathrin Eriksen | - Hege Kvitsand - Trine Haltvik - Kristine Moldestad - Annette Skotvoll - Mette Davidsen - Sahra Hausmann - Hilde Østbø |

#### Eredmények
Csoportkör
B csoport
| Csapat            | M | Gy | D | V | G+ | G– | Gk  | P |
| ----------------- | - | -- | - | - | -- | -- | --- | - |
| Dél-Korea (KOR)   | 3 | 3  | 0 | 0 | 83 | 60 | +23 | 6 |
| Norvégia (NOR)    | 3 | 2  | 0 | 1 | 79 | 66 | +13 | 4 |
| Németország (GER) | 3 | 1  | 0 | 2 | 70 | 73 | –3  | 2 |
| Angola (ANG)      | 3 | 0  | 0 | 3 | 49 | 82 | –33 | 0 |

| 1996. július 26. 12:00 | Norvégia (NOR) | 30–18  | Angola (ANG) | Játékvezetők: Bruce Boehne, Thomas Bojsen (USA) |
| 1996. július 26. 12:00 | Grini 10       | (15–7) | de Almeida 4 | Játékvezetők: Bruce Boehne, Thomas Bojsen (USA) |
| 1996. július 26. 12:00 |                |        |              | Játékvezetők: Bruce Boehne, Thomas Bojsen (USA) |

| 1996. július 28. 16:30 | Németország (GER) | 23–28   | Norvégia (NOR) | Játékvezetők: Francois Garcia, Jean Pierre Moreno (FRA) |
| 1996. július 28. 16:30 | Ritskiavitchius 8 | (11–15) | Grini 10       | Játékvezetők: Francois Garcia, Jean Pierre Moreno (FRA) |
| 1996. július 28. 16:30 |                   |         |                | Játékvezetők: Francois Garcia, Jean Pierre Moreno (FRA) |

| 1996. július 30. 14:30 | Dél-Korea (KOR)           | 25–21   | Norvégia (NOR) | Játékvezetők: Vladimir Vujnovic, Petar Mladinic (CRO) |
| 1996. július 30. 14:30 | Im Ogjong (Im O-gyeong) 9 | (12–10) | Grini 7        | Játékvezetők: Vladimir Vujnovic, Petar Mladinic (CRO) |
| 1996. július 30. 14:30 |                           |         |                | Játékvezetők: Vladimir Vujnovic, Petar Mladinic (CRO) |

Elődöntő
| 1996. augusztus 1. 11:45 | Dánia (DEN)   | 23–19  | Norvégia (NOR)  | Játékvezetők: Hans Thomas, Jürgen Thomas (GER) |
| 1996. augusztus 1. 11:45 | A. Andersen 9 | (12–6) | Larsen, Grini 4 | Játékvezetők: Hans Thomas, Jürgen Thomas (GER) |
| 1996. augusztus 1. 11:45 |               |        |                 | Játékvezetők: Hans Thomas, Jürgen Thomas (GER) |

Bronzmérkőzés
| 1996. augusztus 3. 15:30 | Norvégia (NOR) | 18–20 | Magyarország (HUN) | Játékvezetők: Peter Brussel, Anton van Dongen (NED) |
| 1996. augusztus 3. 15:30 | Grini 8        | (9–7) | négy játékos 3     | Játékvezetők: Peter Brussel, Anton van Dongen (NED) |
| 1996. augusztus 3. 15:30 |                |       |                    | Játékvezetők: Peter Brussel, Anton van Dongen (NED) |

| Csapat         | Helyezés |
| -------------- | -------- |
| Norvégia (NOR) | 4.       |

## Labdarúgás

### Női
| Norvég női labdarúgócsapat-játékoskeret | Norvég női labdarúgócsapat-játékoskeret                                                                                                 |
| --- | --- |
| - Bente Nordby - Agnete Carlsen - Gro Espeseth - Nina Nymark Andersen - Merete Myklebust - Hege Riise - Anne Nymark Andersen - Marianne Pettersen | - Linda Medalen - Brit Sandaune - Tina Svensson - Tone Haugen - Heidi Støre - Trine Tangeraas - Ann Kristin Aarønes - Tone Gunn Frustøl |

#### Eredmények
Csoportkör
F csoport
| Csapat            | M | Gy | D | V | Rg | Kg | Gk | P |
| ----------------- | - | -- | - | - | -- | -- | -- | - |
| Norvégia (NOR)    | 3 | 2  | 1 | 0 | 9  | 4  | +5 | 7 |
| Brazília (BRA)    | 3 | 1  | 2 | 0 | 5  | 3  | +2 | 5 |
| Németország (GER) | 3 | 1  | 1 | 1 | 6  | 6  | 0  | 4 |
| Japán (JPN)       | 3 | 0  | 0 | 3 | 2  | 9  | –7 | 0 |

| 1996. július 21. 15:00 |

| Norvégia (NOR)          | 2–2               | Brazília (BRA)   |
| ----------------------- | ----------------- | ---------------- |
| Medalen 32' Aarønes 68' | (1–0) Jegyzőkönyv | Pretinha 57' 89' |

| RFK Stadium, Washington Nézőszám: 45 946 Játékvezető: José García Aranda (spanyol) |

| 1996. július 23. 18:30 |

| Norvégia (NOR)                   | 3–2               | Németország (GER)      |
| -------------------------------- | ----------------- | ---------------------- |
| Aarønes 5' Medalen 34' Riise 65' | (2–1) Jegyzőkönyv | Wiegmann 32' Prinz 62' |

| RFK Stadium, Washington Nézőszám: 28 000 Játékvezető: Edward Lennie (ausztrál) |

| 1996. július 25. 18:30 |

| Norvégia (NOR)                               | 4–0               | Japán (JPN) |
| -------------------------------------------- | ----------------- | ----------- |
| Pettersen 25', 86' Medalen 60' Tangeraas 74' | (1–0) Jegyzőkönyv |             |

| RFK Stadium, Washington Nézőszám: 30 237 Játékvezető: Omar Al-Mehanna (Szaúd-arábiai) |

Elődöntő
| 1996. július 28. 17:30 |

| Norvégia (NOR) | 1–2 (h. u.)            | Egyesült Államok (USA)              |
| -------------- | ---------------------- | ----------------------------------- |
| Medalen 18'    | (1–0, 1–1) Jegyzőkönyv | Akers 76' (11-esből) MacMillan 100' |

| Sanford Stadium, Athens Nézőszám: 64 196 Játékvezető: Sonia Denoncourt (kanadai) |

Bronzmérkőzés
| 1996. augusztus 1. 18:00 |

| Brazília (BRA) | 0–2               | Norvégia (NOR)  |
| -------------- | ----------------- | --------------- |
|                | (0–2) Jegyzőkönyv | Aarønes 21' 25' |

| Sanford Stadium, Athens Nézőszám: 76 489 Játékvezető: Ingrid Jonsson (svéd) |

| Csapat         | Helyezés |
| -------------- | -------- |
| Norvégia (NOR) |          |

## Ökölvívás
| Versenyző    | Versenyszám   | Selejtező               | Nyolcaddöntő                        | Negyeddöntő       | Elődöntő          | Döntő             | Helyezés |
| Versenyző    | Versenyszám   | Ellenfél Eredmény       | Ellenfél Eredmény                   | Ellenfél Eredmény | Ellenfél Eredmény | Ellenfél Eredmény | Helyezés |
| ------------ | ------------- | ----------------------- | ----------------------------------- | ----------------- | ----------------- | ----------------- | -------- |
| Jørn Johnson | Nagyváltósúly | Sean Black (JAM) · 13–7 | Mohamed Salah Marmouri (TUN) · 4–17 | kiesett           | kiesett           | kiesett           | 9.       |

## Röplabda

### Strandröplabda

#### Férfi
| Versenyző                   | 1. forduló        | 2. forduló                                           | 3. forduló        | 4. forduló        | Reményág                                         | Reményág                                                     | Reményág                                             | Reményág                                            | Reményág          | Elődöntő          | Döntő             | Helyezés |
| Versenyző                   | 1. forduló        | 2. forduló                                           | 3. forduló        | 4. forduló        | 1. forduló                                       | 2. forduló                                                   | 3. forduló                                           | 4. forduló                                          | 5. forduló        | Elődöntő          | Döntő             | Helyezés |
| Versenyző                   | Ellenfél Eredmény | Ellenfél Eredmény                                    | Ellenfél Eredmény | Ellenfél Eredmény | Ellenfél Eredmény                                | Ellenfél Eredmény                                            | Ellenfél Eredmény                                    | Ellenfél Eredmény                                   | Ellenfél Eredmény | Ellenfél Eredmény | Ellenfél Eredmény | Helyezés |
| --------------------------- | ----------------- | ---------------------------------------------------- | ----------------- | ----------------- | ------------------------------------------------ | ------------------------------------------------------------ | ---------------------------------------------------- | --------------------------------------------------- | ----------------- | ----------------- | ----------------- | -------- |
| Jan Kvalheim Bjørn Maaseide | erőnyerő          | Németország (GER) · Jörg Ahmann · Axel Hager · 16–17 |                   |                   | Észtország (EST) · Avo Keel · Kaido Kreen · 15–2 | Olaszország (ITA) · Andrea Ghiurghi · Nicola Grigolo · 15–11 | Brazília (BRA) · Franco Neto · Roberto Lopes · 15–10 | Portugália (POR) · Miguel Maia · João Brenha · 3–15 | kiesett           | kiesett           | kiesett           | 7.       |

#### Női
| Versenyző                    | 1. forduló        | 2. forduló                                                    | 3. forduló        | 4. forduló        | Reményág          | Reményág                                                         | Reményág                                              | Reményág          | Reményág          | Elődöntő          | Döntő             | Helyezés |
| Versenyző                    | 1. forduló        | 2. forduló                                                    | 3. forduló        | 4. forduló        | 1. forduló        | 2. forduló                                                       | 3. forduló                                            | 4. forduló        | 5. forduló        | Elődöntő          | Döntő             | Helyezés |
| Versenyző                    | Ellenfél Eredmény | Ellenfél Eredmény                                             | Ellenfél Eredmény | Ellenfél Eredmény | Ellenfél Eredmény | Ellenfél Eredmény                                                | Ellenfél Eredmény                                     | Ellenfél Eredmény | Ellenfél Eredmény | Ellenfél Eredmény | Ellenfél Eredmény | Helyezés |
| ---------------------------- | ----------------- | ------------------------------------------------------------- | ----------------- | ----------------- | ----------------- | ---------------------------------------------------------------- | ----------------------------------------------------- | ----------------- | ----------------- | ----------------- | ----------------- | -------- |
| Merita Berntsen Ragni Hestad | erőnyerő          | Egyesült Államok (USA) · Barbra Fontana · Linda Hanley · 4–15 |                   |                   |                   | Olaszország (ITA) · Annamaria Solazzi · Consuelo Turetta · 15–11 | Németország (GER) · Beate Bühler · Danja Müsch · 9–15 | kiesett           | kiesett           | kiesett           | kiesett           | 9.       |

## Sportlövészet
Férfi
| Versenyző            | Versenyszám           | Selejtező | Selejtező | Döntő   | Döntő    |
| Versenyző            | Versenyszám           | Pont      | Helyezés  | Pont    | Helyezés |
| -------------------- | --------------------- | --------- | --------- | ------- | -------- |
| Pål Hembre           | Szabadpisztoly        | 542       | 40.*      | kiesett | kiesett  |
| Pål Hembre           | Légpisztoly           | 575       | 26.**     | kiesett | kiesett  |
| Leif Steinar Rolland | Légpisztoly           | 591       | 4.****    | 692,5   | 5.       |
| Nils Petter Håkedal  | Légpuska              | 591       | 9.*       | kiesett | kiesett  |
| Nils Petter Håkedal  | Sportpuska, fekvő     | 591       | 36.**     | kiesett | kiesett  |
| Nils Petter Håkedal  | Sportpuska, összetett | 1158      | 28.***    | kiesett | kiesett  |
| Harald Stenvaag      | Sportpuska, összetett | 1153      | 41.       | kiesett | kiesett  |
| Harald Stenvaag      | Sportpuska, fekvő     | 592       | 30.*****  | kiesett | kiesett  |
| Harald Jensen        | Skeet                 | 118       | 26.*****  | kiesett | kiesett  |

Női
| Versenyző     | Versenyszám           | Selejtező | Selejtező | Döntő   | Döntő    |
| Versenyző     | Versenyszám           | Pont      | Helyezés  | Pont    | Helyezés |
| ------------- | --------------------- | --------- | --------- | ------- | -------- |
| Lindy Hansen  | Sportpuska, összetett | 578       | 12.****   | kiesett | kiesett  |
| Lindy Hansen  | Légpuska              | 389       | 25.***    | kiesett | kiesett  |
| Hanne Vataker | Légpuska              | 381       | 44.*      | kiesett | kiesett  |
| Hanne Vataker | Sportpuska, összetett | 566       | 34.       | kiesett | kiesett  |

* - egy másik versenyzővel azonos eredményt ért el

** - két másik versenyzővel azonos eredményt ért el

*** - három másik versenyzővel azonos eredményt ért el

**** - négy másik versenyzővel azonos eredményt ért el

***** - öt másik versenyzővel azonos eredményt ért el

## Súlyemelés
| Versenyző      | Versenyszám | Szakítás | Szakítás | Lökés    | Lökés    | Összesen | Helyezés |
| Versenyző      | Versenyszám | Eredmény | Helyezés | Eredmény | Helyezés | Összesen | Helyezés |
| -------------- | ----------- | -------- | -------- | -------- | -------- | -------- | -------- |
| Stian Grimseth | +108 kg     | 180,0    | 9.       | 220,0    | 11.*     | 400,0    | 10.      |

* - másik versenyzővel azonos eredményt ért el

## Tenisz
Férfi
| Versenyző      | Versenyszám | 64-es főtábla                             | 32-es főtábla                    | Nyolcaddöntő                       | Negyeddöntő       | Elődöntő          | Bronz- mérkőzés   | Döntő             | Helyezés |
| Versenyző      | Versenyszám | Ellenfél Eredmény                         | Ellenfél Eredmény                | Ellenfél Eredmény                  | Ellenfél Eredmény | Ellenfél Eredmény | Ellenfél Eredmény | Ellenfél Eredmény | Helyezés |
| -------------- | ----------- | ----------------------------------------- | -------------------------------- | ---------------------------------- | ----------------- | ----------------- | ----------------- | ----------------- | -------- |
| Christian Ruud | Egyes       | Alejandro Hernández (MEX) · 6–3, 2–6, 8–6 | Marcos Ondruska (RSA) · 7–6, 7–6 | Andrej Olhovszkij (RUS) · 4–6, 3–6 | kiesett           | kiesett           | kiesett           | kiesett           | 9.       |

## Torna
Férfi
| Versenyző        | Versenyszám      | Selejtező | Selejtező | Döntő    | Döntő    |
| Versenyző        | Versenyszám      | Pontszám  | Helyezés  | Pontszám | Helyezés |
| ---------------- | ---------------- | --------- | --------- | -------- | -------- |
| Flemming Solberg | Talaj            | 17,050    | 92.       | kiesett  | kiesett  |
| Flemming Solberg | Ugrás            | 18,275    | 85.       | kiesett  | kiesett  |
| Flemming Solberg | Korlát           | 17,375    | 88.       | kiesett  | kiesett  |
| Flemming Solberg | Nyújtó           | 17,500    | 84.       | kiesett  | kiesett  |
| Flemming Solberg | Gyűrű            | 17,300    | 91.       | kiesett  | kiesett  |
| Flemming Solberg | Lólengés         | 18,400    | 68.       | kiesett  | kiesett  |
| Flemming Solberg | Egyéni összetett | 105,900   | 61.       | kiesett  | kiesett  |

## Úszás
Férfi
| Versenyző  | Versenyszám | Előfutam | Előfutam | Előfutam | Döntő   | Döntő   | Döntő   | Helyezés |
| Versenyző  | Versenyszám | Idő      | Hely.    | Össz.    | Típus   | Idő     | Hely.   | Helyezés |
| ---------- | ----------- | -------- | -------- | -------- | ------- | ------- | ------- | -------- |
| Børge Mørk | 100 m mell  | 1:04,92  | 6.       | 31.      | kiesett | kiesett | kiesett | kiesett  |
| Børge Mørk | 200 m mell  | 2:20,42  | 7.       | 26.      | kiesett | kiesett | kiesett | kiesett  |

Női
| Versenyző                 | Versenyszám  | Előfutam | Előfutam | Előfutam | Döntő   | Döntő   | Döntő   | Helyezés |
| Versenyző                 | Versenyszám  | Idő      | Hely.    | Össz.    | Típus   | Idő     | Hely.   | Helyezés |
| ------------------------- | ------------ | -------- | -------- | -------- | ------- | ------- | ------- | -------- |
| Vibeke Lambersøy Johansen | 50 m gyors   | 26,22    | 2.       | 17.      | kiesett | kiesett | kiesett | kiesett  |
| Vibeke Lambersøy Johansen | 100 m gyors  | 56,88    | 8.       | 18.      | kiesett | kiesett | kiesett | kiesett  |
| Irene Dalby               | 400 m gyors  | 4:19,34  | 7.       | 18.      | kiesett | kiesett | kiesett | kiesett  |
| Irene Dalby               | 800 m gyors  | 8:37,73  | 2.       | 5.       | A       | 8:38,34 | 5.      | 5.       |
| Terrie Miller             | 100 m mell   | 1:11,09  | 6.       | 20.      | kiesett | kiesett | kiesett | kiesett  |
| Elin Austevoll            | 100 m mell   | 1:09,96  | 3.       | 10.      | B       | 1:10,27 | 4.      | 12.      |
| Elin Austevoll            | 200 m mell   | 2:32,48  | 6.       | 18.      | kiesett | kiesett | kiesett | kiesett  |
| Elin Austevoll            | 200 m vegyes | 2:19,81  | 1.       | 24.      | kiesett | kiesett | kiesett | kiesett  |

## Vitorlázás
Női
| Versenyző                   | Versenyszám     | Futam | Futam | Futam | Futam | Futam | Futam | Futam | Futam | Futam    | Futam | Futam | Pontszám | Helyezés |
| Versenyző                   | Versenyszám     | 1     | 2     | 3     | 4     | 5     | 6     | 7     | 8     | 9        | 10    | 11    | Pontszám | Helyezés |
| --------------------------- | --------------- | ----- | ----- | ----- | ----- | ----- | ----- | ----- | ----- | -------- | ----- | ----- | -------- | -------- |
| Jorunn Horgen               | Szörfvitorlázás | 7     | (9)   | 4     | 4     | 3     | 1     | 8     | 4     | (28 PMS) |       |       | 31,0     | 5.       |
| Linda Konttorp              | Europe          | 9     | 4     | 15    | (20)  | 3     | 19    | 12    | (21)  | 16       | 1     | 2     | 81,0     | 7.       |
| Ida Andersen Linda Andersen | 470-es osztály  | 12    | 11    | 8     | (16)  | 5     | 9     | 12    | 6     | 9        | (14)  | 9     | 81,0     | 10.      |

Nyílt
| Versenyző   | Versenyszám | Futam | Futam | Futam | Futam | Futam | Futam | Futam | Futam | Futam | Futam | Futam | Pontszám | Helyezés |
| Versenyző   | Versenyszám | 1     | 2     | 3     | 4     | 5     | 6     | 7     | 8     | 9     | 10    | 11    | Pontszám | Helyezés |
| ----------- | ----------- | ----- | ----- | ----- | ----- | ----- | ----- | ----- | ----- | ----- | ----- | ----- | -------- | -------- |
| Peer Moberg | Laser       | 1     | 7     | 9     | 1     | 9     | 10    | 1     | (21)  | 3     | 5     | (11)  | 46,0     |          |

| Versenyző                                           | Versenyszám | Futam | Futam | Futam | Futam | Futam | Futam | Futam | Futam | Futam | Futam | Futam | Futam | Negyeddöntő       | Elődöntő          | Döntő             | Helyezés |
| Versenyző                                           | Versenyszám | 1     | 2     | 3     | 4     | 5     | 6     | 7     | 8     | 9     | 10    | Pont  | Hely. | Ellenfél Eredmény | Ellenfél Eredmény | Ellenfél Eredmény | Helyezés |
| --------------------------------------------------- | ----------- | ----- | ----- | ----- | ----- | ----- | ----- | ----- | ----- | ----- | ----- | ----- | ----- | ----------------- | ----------------- | ----------------- | -------- |
| Herman Horn Johannessen Paul Davis Espen Stokkeland | Soling      | 13    | 15    | 4     | (23)  | 12    | 7     | 4     | 3     | (16)  | 7     | 65    | 9.    | kiesett           | kiesett           | kiesett           | 9.       |